# Perga kohli
Perga kohli – gatunek błonkówki z rodziny Pergidae.

## Taksonomia
Gatunek ten został opisany w 1905 roku przez F. Konowa. Jako miejsce typowe podano australijskie miasto Bowen. Holotypem była samica. W 1935 roki ten sam gatunek został opisany przez R. B. Bensona pod nazwą Perga thomsoni (miej. typ. Tooloom w Nowej Płd. Walii, holotypem była samica). Nazwa ta została zsynonimizowana z P. kohli przez samego autora jej opisu w 1939 roku.

## Zasięg występowania
Australia. Występuje we wsch. części kraju, w stanach Queensland, Nowa Południowa Walia oraz Wiktoria.